# Zamach w Paryżu (2 grudnia 2023)
Zamach w Paryżu – akt terrorystyczny, który miał miejsce 2 grudnia 2023 w pobliżu wieży Eiffla w Paryżu.

## Przebieg
Do zdarzenia doszło w pobliżu wieży Eiffla oraz mostu Bir-Hakeim w 15. dzielnicy Paryża, miejscu bardzo uczęszczanym przez turystów i paryżan. Napastnik, wykrzykując Allāhu Akbar, zaatakował nożem parę turystów przybyłych z Niemiec. W rezultacie zmarł 23-letni mężczyzna, który posiadał podwójne obywatelstwo: Niemiec i Filipin, zaś kobietę uratował taksówkarz, który był świadkiem zdarzenia. Następnie zamachowiec oddalił się przechodząc przez most. Już w 16. dzielnicy Paryża ranił młotkiem w głowę kolejnych dwóch przechodniów: 66-letniego Brytyjczyka oraz 60-letnią Francuzkę.

## Sprawca
Sprawcą zamachu okazał się Francuz pochodzenia irańskiego, 26-letni Armand Rajabpour-Miyandoab, który początkowo zamierzał dokonać zamachu w ogrodzie pamięci dla dzieci Vél'd'Hiv, zainaugurowanym w 2017 r. na pamiątkę łapanki 4115 żydowskich dzieci deportowanych do obozu Auschwitz-Birkenau w 1942 r. Opublikował w internecie nagranie, na którym przyznał się do przynależności do tzw. Państwa Islamskiego.  
Zamachowiec urodził się w marcu 1997 w Neuilly-sur-Seine w podparyskim departamencie Hauts-de-Seine, mieszkał z rodzicami w Puteaux albo w departamencie Essonne. Jego rodzice, niemuzułmanie, uciekli w latach 80. przed islamskim reżimem Iranu i osiedlili się we Francji. Nawrócił się na islam w 2015 w wieku 18 lat. Był recydywistą, skazanym w 2018 za prowadzenie przygotowań do zamachu, który miał zamiar przeprowadzić w La Défense. W 2020 opuścił więzienie w Nanterre.

## Kontekst
Atak miał miejsce w kontekście wysokiego napięcia we Francji, a zwłaszcza w Paryżu, które pojawiło się w związku z wojną między Państwem Izrael a Hamasem, będącej konsekwencją ataków tego ostatniego na Izrael w dniu 7 października 2023 r. Napastnik rozpoczął swoją morderczą podróż niedaleko Wieży Eiffla, miejsca symbolicznego, które wybrał celowo gdyż „nie mógł znieść jej widoku oświetlonej w barwach Izraela” po masakrze popełnionej przez palestyński ruch islamistyczny Hamas 7 października 2023.

## Reakcje
Prezydent Francji Emmanuel Macron przesłał kondolencje rodzinie obywatela Niemiec, który zginął w, jak to określił, „ataku terrorystycznym”. Podziękował siłom bezpieczeństwa za szybkie aresztowanie podejrzanego o zamach i stwierdził, że sprawiedliwości powinno stać się „w imieniu narodu francuskiego”.
Kanclerz Niemiec Olaf Scholz oświadczył, że jest „zszokowany atakiem terrorystycznym w Paryżu”, podkreślając potrzebę zdecydowanego przeciwstawienia się nienawiści i terrorowi. Niemiecka minister spraw wewnętrznych Nancy Faeser potępiła to, co nazwała „ohydną” zbrodnią. Dodała, że „wojna w Gazie po akcie terrorystycznym Hamasu [z 7 października] zwiększyła zagrożenie” i ostrzegła, że „zagrożenie terroryzmem islamistycznym jest ostre i poważne”.
Francuski minister spraw wewnętrznych Gérald Darmanin, który odwiedził miejsce zdarzenia, powiedział reporterom, że rzekomy napastnik uważał  Francję za „współwinną” „tego, co Izrael robi w Gazie”. Francuski minister zdrowia Aurélien Rousseau powiedział, że podejrzany był „monitorowany, jednak nie był hospitalizowany” oraz miał przejść leczenie z powodu problemów psychiatrycznych. Wg Rousseau: „jak często w takich przypadkach mamy do czynienia z mieszanką ideologii, osoby podatnej na wpływy i, niestety, psychiatrii”.

## Komentarze prasowe
W kontekście zamachu dziennik „Le Figaro” napisał, że „Francja to kraj, w którym o każdej godzinie, w każdej chwili, w każdym miejscu można zginąć od pchnięcia nożem” przypominając niedawne zabójstwo nauczyciela w Arras i mord nastolatka na imprezie w Crépol. „Le Parisien” przypominał, że tak jak w przypadku sprawcy napaści z 2 grudnia 2023, każdego roku około 80 osób skazanych za terroryzm jest wypuszczanych z francuskich więzień.